# Zigmārs Berkolds
Zigmārs Berkolds (ur. 23 lipca 1979 w Limbaži) – łotewski saneczkarz, srebrny medalista mistrzostw świata.

## Kariera
Największy sukces w karierze osiągnął w 2003 roku, kiedy wspólnie z Mārtiņšem Rubenisem, Anną Orlovą i Sandrisem Bērziņšem zdobył srebrny medal w zawodach drużynowych podczas mistrzostw świata w Siguldzie. Był to jego jedyny medal wywalczony na międzynarodowej imprezie tej rangi. Na tej samej imprezie zajął czternaste miejsce w dwójkach. Nigdy nie stanął na podium zawodów Pucharu Świata. Nigdy też nie wystąpił na igrzyskach olimpijskich. W 2005 roku zakończył karierę.